# جان مک‌لافلین (بازیکن فوتبال)
جان مک‌لافلین (انگلیسی: John McLaughlin؛ زادهٔ ۲۵ فوریهٔ ۱۹۵۲) بازیکن فوتبال اهل بریتانیا است.
از باشگاه‌هایی که در آن بازی کرده‌است می‌توان به باشگاه فوتبال بارو، باشگاه فوتبال رکسهام، باشگاه فوتبال لیورپول، باشگاه فوتبال پورتسموث، و باشگاه فوتبال مکلسفیلد تاون اشاره کرد.